# كريس فرانكس
كريس فرانكس (27 أبريل 1974 بمونتريال في كندا - ) هو لاعب كرة قدم كندي في مركز الدفاع. شارك مع منتخب كندا تحت 20 سنة لكرة القدم ومنتخب كندا لكرة القدم. أما مع النوادي، فقد لعب مع نادي دونكاستر روفرز وفانكوفر وايتكابس (نادي كرة قدم).

## وصلات خارجية
- كريس فرانكس على موقع قاعدة بيانات كرة القدم.إي يو (الإنجليزية)
- كريس فرانكس على موقع ناشيونال فوتبول تيمز (الإنجليزية)